# Colegio Rosa Chacel
El Colegio Rosa Chacel (Oficialmente CRA Rosa Chacel o CEIP CRA Rosa Chacel) es un colegio rural agrupado que presta servicio a varios municipios burgaleses en las etapas de educación infantil y primaria.
En España, la educación en niveles obligatorios es gestionada entre el estado y las comunidades autónomas: En este caso el centro educativo se encuentra en Castilla y León, que lo clasifica en la zona de influencia del centro de formación del profesorado e innovación educativa de Miranda de Ebro.

## Instalaciones
Entre las principales instalaciones que posee se puede enumerar: Patio, comedor, biblioteca, gimnasio, y aula de música. Como ocurre con numerosos centros educativos en España, también cuenta con un servicio regular de bibliobús.

## Epónimo

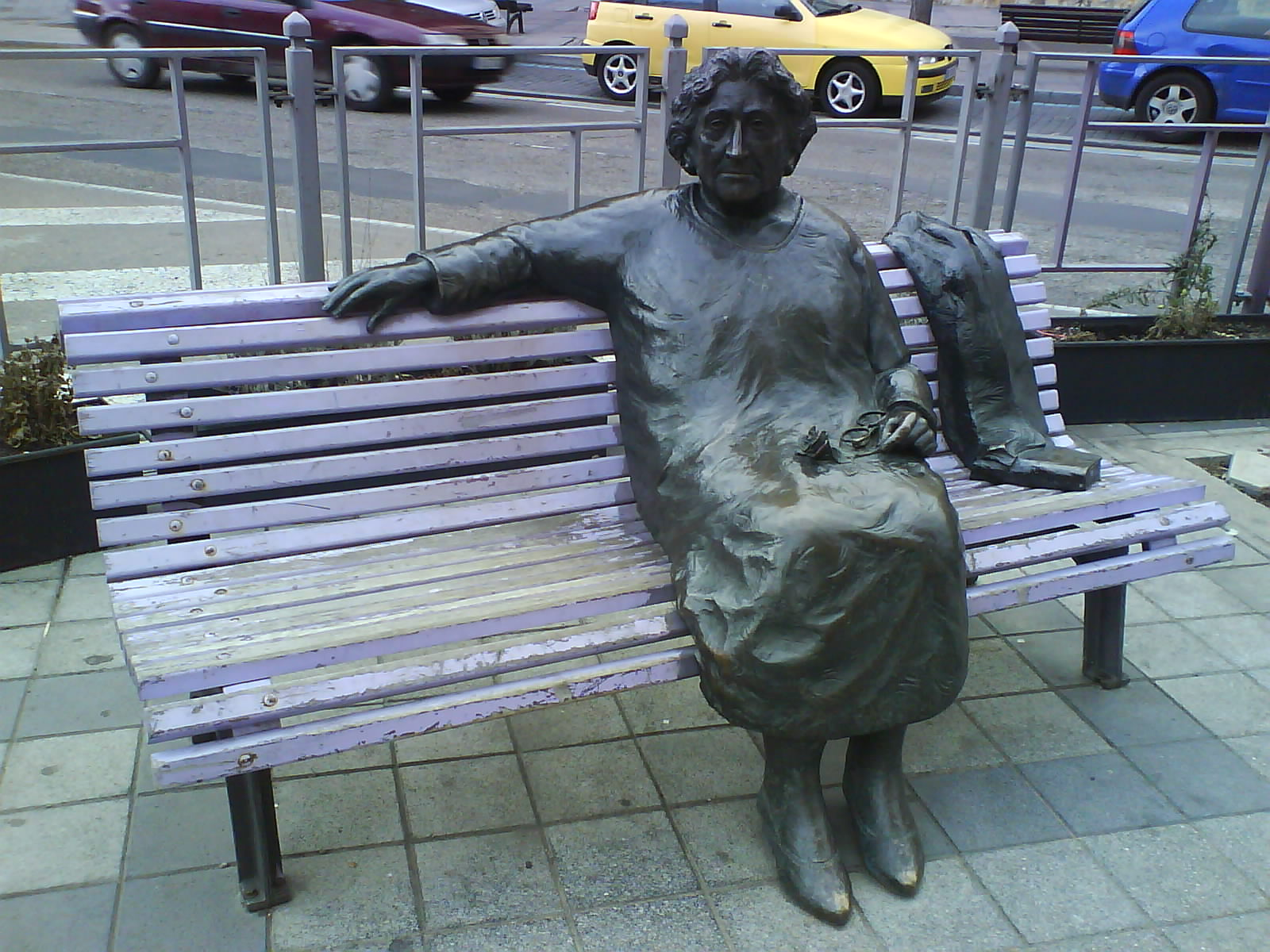
Estatura de Rosa Chacel en Valladolid

El nombre del colegio alude a Rosa Chacel, que fue una escritora española de la Generación del 27, quien además de haber dejado un amplio legado cultural, contribuyó en gran medida a la puesta en marcha de este colegio donando el terreno en el que se ubica.

## Ámbito
Esta escuela forma al alumnado de los siguientes municipios:
- Alfoz de Bricia
- Alfoz de Santa Gadea
- Arija
- Merindad de Valdeporres
- Valle de Valdebezana